# Crisis de vocaciones
Los términos crisis de vocaciones y crisis de vocaciones religiosas se utilizan para nombrar al declive en el número de seminaristas en la Iglesia católica, que se produce en periodos y momentos concretos, pero agudamente durante la segunda mitad del siglo XX. En el caso de España, reactivado el nacionalcatolicismo en la posguerra tras la guerra civil, la crisis de vocaciones se hizo patente durante el Concilio Vaticano II y la secularización general de la sociedad del final del franquismo y el periodo democrático siguiente.